# Koblencz Attila
Koblencz Attila (Budapest, 1966. október 7. –) a Szalézi Intézmény Fenntartó képviselője, a Don Bosco Keresztény Pedagógiai Szakkollégium vezetője.  

## Tanulmányai
Az óbudai Árpád Gimnáziumban érettségizett, majd az ELTE-n szerzett biológia–földrajz szakos tanári diplomát. 

## Munkássága
1997-ben ígérettel kötelezte el magát a Szalézi Családhoz. 2000-2005 között az Albertfalvai Don Bosco Katolikus Általános Iskola igazgatója. 2001-ben vezetése alatt óvodával bővült az intézmény. 2005-ben Don Bosco-díjban részesült, valamint a szalézi tartományfőnök, Havasi József felkérte a szalézi köznevelési intézmények irányítására és a Don Bosco Keresztény Pedagógiai Szakkollégium vezetésére. 
2015-ben pedagógiai munkájáért Boldog Sándor István nevelési díjat kapott.
2018 és 2020 között a Szakképzési Innovációs Tanács (SZIT) tagja, amely a szakképzésért felelős miniszter szakképzéssel kapcsolatos feladatainak ellátását segítő, szakmai döntés-előkészítő, véleményező és javaslattevő országos testület. Létrehozta és elindította a Tedd képessé – Don Bosco Szakképzés-fejlesztési Mintaprogramot, amelynek célja a lemorzsolódással veszélyeztetett, tizenhat éven felüli fiatalok képzésben tartása, illetve a szakképzésbe való visszavezetése. 
2021. augusztus 27-én Magyarország köztársasági elnöke, Áder János a magyarországi szalézi iskolák jogi és pedagógiai munkájának megalapozásában, valamint a XXI. századi modern egyházi szakképzés magyarországi megvalósításában vállalt szerepe, továbbá a halmozottan hátrányos helyzetű fiatalokért végzett több évtizedes munkája elismeréseként a Magyar Érdemrend lovagkeresztje polgári tagozata kitüntetésben részesítette.
2024. február 24-én Csák János kultúráért és innovációért felelős miniszter és Kiss-Rigó László szeged-csanádi püspök Gelsey Vilmos-díjjal tüntette ki. A  kitüntetést olyan személynek ítélik oda, aki elkötelezett keresztényként a magyar nemzeti kultúra, az oktatás rendszereiben, azok irányításában ért el kimagasló eredményt.
Családja: felesége Krisztina, gyermekei: Máté (1994), Márton (1995), Bertalan (2001).